# Ptyonoprogne
A Ptyonoprogne a madarak osztályának (Aves) a verébalakúak (Passeriformes) rendjébe és a fecskefélék (Hirundinidae) családjába tartozó nem. A régebben a Hirundo nembe sorolták az ide tartozó fajokat is.

## Rendszerezésük
A nemet Carl von Linné svéd természettudós írta le 1758, az alábbi 4 faj tartozik:
- szirtifecske (Ptyonoprogne rupestris)
- Ptyonoprogne concolor
- Ptyonoprogne obsoleta
- sivatagi szirtifecske (Ptyonoprogne fuligula)

## Előfordulásuk
Európa és Ázsia déli részén, valamint Afrika területén honosak. Természetes élőhelyei a mérsékelt övi gyepek, szubtrópusi és trópusi síkvidéki esőerdők, sivatagok, gyepek, szavannák és cserjések, sziklás környezetben, lápok, mocsarak és tavak környékén, valamint emberi környezet.

## Megjelenésük
Testhosszuk 13-16 centiméter körüli.